# Krasnoznamensk, Regiunea Moscova
Krasnoznamensk (ru. Краснозна́менск) este un oraș din Regiunea Moscova, Federația Rusă și are o populație de 28.044 locuitori.